# Piaggio P.7
Piaggio P.7 nebo také Piaggio Pc.7 byl italský závodní hydroplán, který navrhla a postavila společnost Piaggio pro závod o Schneiderův pohár v roce 1929. Tohoto závodu se však letoun díky technickým problémům nemohl zúčastnit. Tento hydroplán se od běžných konstrukcí hydroplánů odlišoval tím, že pro získání rychlosti pro vzlet nepoužíval tradiční vrtuli, ale nejprve byl výkon motoru přenášen přes spojku na lodní šroub a teprve když letoun získal dostatečnou rychlost, při které začal letoun klouzat po ližinách mohl být výkon motoru přenesen další spojkou na vrtuli.

## Testování
Jediný vyrobený letoun Piaggio P.7 byl předán italskému závodnímu týmu, který soutěžil o Schneiderův pohár. Něktěří piloti odmítli letoun pilotovat. Pilot Tommaso Dal Molin provedl některé zkoušky na vodní hladině jezera Garda v severní Itálii. Vodní tříšť, kterou letoun vytvářel, snižovala viditelnost při vzletu. Letoun při testech trpěl problémy s oběma spojkami. Do vzduchu se nikdy nedostal.

## Specifikace
Technické údaje
- Posádka: 1
- Délka: 8,86 m (29,1 ft)
- Rozpětí křídel: 6,76 m (22,2 ft)
- Výška: 2,45 m (8,0 ft)
- Plocha křídel: 9,83 m2 (105,8 sq ft)
- Prázdná hmotnost: 1 416 kg (3 122 lb)
- Vzletová hmotnost: 1 686 kg (3 717 lb)